# Miss Malawi
Miss Malawi è un concorso di bellezza femminile dal quale viene selezionata annualmente la rappresentante del Malawi per Miss Mondo. Ciò nonostante il Malawi ha partecipato al concorso nel 2001, nel 2005 e nel 2010.

## Albo d'oro
| Anno | Vincitrice        | Piazzamento |
| ---- | ----------------- | ----------- |
| 1996 | Deolinda Pinheiro |             |
| 1999 | Linda Logwe       |             |
| 2001 | Elizabeth Pullu   |             |
| 2002 | Blandina Mlenga   |             |
| 2003 | Mable Pulu        |             |
| 2004 | Florence Zeka     |             |
| 2005 | Rachel Landson    |             |
| 2006 | Peth Msiska       |             |
| 2009 | Joyce Mphande     |             |
| 2010 | Ella Kabambe      |             |